# Most mučenika 15. jula
Bosforski most (tur. Boğaziçi köprüsü), poznat i kao 1. Bosforski most (tur. 1. Boğaziçi köprüsü) ili Prvi most (tur. Birinci köprü), jest viseći most u turskoj prestonici Istanbulu.
Jedan je od triju mostova, pored Čanakalea 1915 i Sultana Mehmeda Osvajača koji spajaju evropski i azijski deo grada.
U pitanju je gravitacijski usidren viseći most sa čeličnim pilonima. Noseći deo mosta, aerodinamičnog oblika, obešen je čeličnim sajlama (postavljenim u cik-cak rasporedu) za dvostruke čelične sajle zategnute između dva vertikalna čelična tornja (nosača) usidrena na obalama.
Most je ukupne dužine od 1.560 m i širine 33,4 m. Razmak između tornjeva, koji predstavlja glavni raspon mosta, iznosi 1.074 m; visina tornjeva je 165 m. Visina mosta iznad nivoa mora je 64 m.
Po završetku izgradnje, 1973. godine, Bosforski most je bio četvrti najduži viseći most na svetu i ujedno najduži izvan Sjedinjenih Američkih Država.

## Ideje za gradnju
Ideja o izgradnji mosta na ovom mestu datira još iz antičkog doba. Još u vreme vladavine persijskog vladara Darija I (522—485. p. n. e.), kako je zabeleženo od grčkog istoričara Herodota u njegovoj Istoriji, Mandrokle iz Samosa je jednom prilikom projektovao pontonski most preko Bosfora — povezavši Aziju sa Evropom i omogućivši Dariju da nastavi beg od Skita te da zauzme položaj kako bi sa svojom vojskom na Balkanu napao Makedonce.
Prvi projekat za trajni most preko Bosfora predložen je za vreme osmanskog sultana iz Carigrada, Abdul Hamida II; za ovo je bila zaslužna Železnička kompanija Bosfor, koja je plan iznela 1900. godine; isti je uključivao i železničku vezu preko mosta.

## Izgradnja
Odluku o izgradnji mosta preko Bosfora doneo je 1957. godine turski premijer iz DP-a, Adnan Menderes (1899—1961). U svrhu izgradnje mosta potpisan je ugovor s britanskom firmom „Friman” (engl. Freeman Fox & Partners), i to 1968. godine. Most su dizajnirali poznati britanski građevinski inženjeri: ser Gilbert Roberts i Vilijam Braun; oni su takođe dizajnirali mostove Hamber, Severn, Fort Roud i Okland Harbor, te most na reci Volti.
Izgradnja je započela 20. februara 1970. godine, a svečanosti početka gradnje prisustvovali su predsednik Dževdet Sunaj i premijer Sulejman Demirel. Most je gradila turska kompanija „Enka” (tur. Enka İnşaat ve Sanayi A.Ş., engl. Enka Construction & Co.), zajedno sa podizvođačima „Klivlend” (engl. Cleveland Bridge & Engineering Company) iz Engleske i „Hohtif” iz Nemačke. Trideset pet inženjera i 400 ljudi je radilo na ovom projektu.
Radovi na mostu su završeni 30. oktobra 1973. godine, dan nakon 50. godišnjice osnivanja Turske Republike, a most su svečano otvorili i pustili u promet predsednik Fahri Koruturk i premijer Naim Talu. Ukupni troškovi izgradnje su iznosili oko 200 miliona američkih dolara (oko 1,07 milijardi današnjih dolara).

## Spoljašnje veze
- : Slike Bosforskog mosta (danju) Архивирано на веб-сајту  (2. новембар 2013)
- : Slike Bosforskog mosta (noću) Архивирано на веб-сајту  (2. новембар 2013)
- Slike saobraćaja uživo
- Most mučenika 15. jula na veb-sajtu
- Satelitski snimci na Gugl mapama
- Panoramske fotografije mosta
- 3D model u Skečapu za Gugl Zemlju (alt)